# Milagros Benet de Mewton
Milagros Benet de Mewton, född 1868, död 1948, var en puertoricansk rösträttsaktivist. Hon spelade en ledande roll inom rörelsen för rösträtt för kvinnor i Puerto Rico. 
Hon var medlem i Liga Femínea Puertorriqueña (Liga Social Sufragista), och var en drivande figur i rösträttsrörelsen på Puerto Rico. Rösträttsreformen hade införts i USA 1920, och eftersom Puerto Rico var en amerikansk besittning drev kvinnorörelsen därför kravet att reformen borde gälla även på Puerto Rico. Hon drev från 1924 en stämning för detta ändamål; 1928 vände hon sig direkt till USA:s kongress, och 1929 infördes villkorlig rösträtt för litterata kvinnor (1936 infördes allmän rösträtt för kvinnor). 